# 傑特·亞希達
傑特·亞希達（ジュドー・アーシタ，Judau Ashta）是《機動戰士鋼彈ZZ》中登場的人物。本故事的主角，面對逆境仍然與夥伴樂觀以對的新人類少年。聲優是矢尾一樹。故事开始时是14岁，血型是B型，身高165cm，重56kg。

## 人物經歷
U.C.0073出生於SIDE 1，雙親因工作的關係時常不在家，而傑特代替雙親照顧比自己小四歲的妹妹莉娜。居住在SIDE 1最舊的殖民地「香格里拉」，諷刺的是這裡的生活由於苛政跟貧富差距，根本不是香格里拉那樣的樂土，為了討生活傑特不得不拋棄學業靠拾荒維生，同樣以此為業的朋友有比査·歐雷格、蒙多·雅加凱、伊諾·阿帕布以及女孩艾露·比安諾，在格利普斯戰役之後，經過激戰急待修理的幽谷戰艦阿卡瑪駛入了香格里拉，而傑特在回收廢鐵時意外撿到迪坦斯的殘黨亞桑·蓋布爾的脫出駕駛艙，受亞桑慫恿下與朋友為了奪取幽谷的主役機Z GUNDAM一起襲擊阿卡瑪，但亞桑以女性成員為人質並殺害船員，理念不合之下傑特轉而幫助阿卡瑪的成員並將Z鋼彈還回艦上。
在這段騷動結束之後不久，阿克西斯為了向其他殖民地進行宣武，同時安多拉艦來到香格里拉，在阿卡瑪在駕駛員不足的情況下傑特等一行人以駕駛候補員加入幽谷，並屢建奇功，不幸地在戰場的混亂下莉娜被安多拉擄走並被帶到阿克西斯。
為了救出妹妹傑特隻身潛入阿克西斯，並因此遇到兩位同為New Type的女性，一位是被洗腦控制的少女愛羅比·普露，在傑特的感召下解開控制加入幽谷，另一位是阿克西斯的實質領導者哈曼·坎恩，從此與哈曼陷入糾纏的關係，哈曼多次與他在戰場上相遇並多次勸降，但因傑特感受到哈曼內心邪惡的怨念而不從。
在短暫救出妹妹後，又因戰火再次失去了她，之後為了拯救傑特，普露以自己為盾擋下自己的複製人普露茲在駕駛精神感應鋼彈MK-II的情況下受到攻擊使她喪命，小林隼人以及殖民地落下所犧牲的都柏林人們，這些事件令傑特覺悟與哈曼對抗以避免更多犧牲者的決心。
在新吉翁分裂後，傑特一行人先是擊破了葛雷米·托托所領導的葛雷米軍部隊，並將葛雷米控制下的普露茲解放，在普露茲盡力引導傑特等人脫離戰場後，傑特迎向最後與哈曼的決戰，在打敗哈曼之後，傑特與莉娜重逢，最後與露·露卡加入木星船團脫離戰爭的生活。

### Evolve 10
在CG作品《GUNDAM EVOLVE 10》中，傑特以木星船團團員登場，駕駛愛機MSZ-010 ZZ高達，及白色的下半身B part，與追捕AMX-004-3 卡碧尼Mk-II的AMX-014 達希魯夫小隊交戰，劇中B part於交戰途中損壞，幸得妹妹莉娜於早前送出的「生日禮物」運載真正MSZ-010S B part的無人運輸船所解救，成功擊落白色隊長機在內達希魯夫小隊。

### 之後的經歴
以下是官方以其他途經間接承認的正史：
在長谷川裕一的高達外傳作品裡，傑特擬似化名「木星爺爺」－古雷·史多克（グレイ・ストーク）駕駛舊型MS改裝的甘普（ガンプ，Gump）暗中活躍，最後在U.C.153離開了太陽系前往外星系。
作者有隱約的暗示傑特就是木星爺爺，起初官方也沒有明言兩者的關係。在PS2遊戲《SD鋼彈G世代SPIRITS》中雖由傑特的聲優矢尾一樹配音，遊戲系統也不容許不同時期的同一角色同時上陣，但系統上不視為同一角色（傑特可在《機動戰士海盜GUNDAM 骷髏之心》上陣）。在卡片遊戲《鋼彈大戰》中古雷的卡片上寫著「若場上有傑特則不能出場」。
以下為官方不承認之黑歷史：
在之後的U.C.正史上，傑特並沒有再登場，但在長谷川裕一的外傳作品中作為主要角色登場，故事發生在《機動戰士GUNDAM ZZ》結束後，傑特在與不明機體「巨神」決戰後，暗中帶米妮瓦去木星圈。

## 搭乘座機
- MSZ-006 ZGUNDAM
- MSZ-010 ZZGUNDAM
  - MSZ-010S ZZGUNDAM（強化型）
  - FA-010S 全裝甲型ZZGUNDAM
- MSN-00100 百式
- MSM-007 魔蟹
- MSZ-009M MEGA Ζ[4]
- ZZ-GR